# Colorado Avenue
Colorado Avenue är en finlandssvensk film av Claes Olsson från 2007. Filmen är baserad på romanerna Colorado Avenue (1991) och Lanthandlerskans son (1997) av Lars Sund. 
Premiären i Finland var den 7 september 2007.

## Handling
Filmen utspelar sig i början av 1900-talet och Andreas Wilson är med i en av rollerna som Hannas (spelad av Birthe Wingren) man som dog i Amerika då hon bodde där. Hon bestämde sig för att flytta till sin hemtrakt Siklax och starta en butik. Affären går bra tills, hennes son Otto (spelad av Peter Kanerva), köper huset där hon och hennes mamma bodde förut. Hannas mamma är vass i munnen och Hanna har ingen bra relation till henne. Otto börjar med spritsmuggling under förbudstiden i Finland och flera gånger under filmen blir han nästan fast av poliserna. Han och hans kompis, Johan, blir rika på smugglingen och de får rika kontakter som är villiga att betala en summa för spriten.
I slutet av filmen blir Johan ihjälskjuten och poliserna tror att det är Otto som ligger bakom dådet. Han flyr och gömmer sig. Tills Hannas ungdomskärlek, spelad av Nicke Lignell, skjutsar honom med bil över den ryska gränsen. Otto återvänder till sin mor och berättar att han ska till Amerika och medan han är borta föder hans älskarinna Anna (spelad av Irina Björklund) hans dotter, men Anna dör kort efter förlossningen. I slutet av filmen kommer Otto tillbaka.

## Produktion
Filmen är inspelad i Österbotten, Helsingfors och i Spanien.